# Keane (музичка група)
Keane (транскр. Кин) је енглеска музичка група. Основана је 1995. године у Бетлу, а од 1997. носи садашњи назив.

## Чланови

### Садашњи
- Том Чаплин — главни вокали, електрична и акустична гитара, клавир (1997—данас)
- Тим Рајс-Оксли — клавир, клавијатуре, синтесајзер, електрична гитара, бас-гитара (1995—данас), пратећи вокали (1997—данас), главни вокали (1995—1997)
- Ричард Хјуз — бубњеви, удараљке, пратећи вокали (1995—данас)
- Џеси Квин — бас-гитара, електрична и акустична гитара, синтесајзер, удараљке, пратећи вокали (2007—2010, као додатни члан) (2011—данас, као стални члан)

### Бивши
- Доминик Скот — електрична гитара, пратећи вокали (1995—2001)

## Дискографија

### Студијски албуми
- (2004)
- (2006)
- (2008)
- (2012)
- (2019)

### издања
- (2010)

## Награде и номинације
- Награда Меркјури

| Година | Категорија   | Номиновано дело | Исход      |
| ------ | ------------ | --------------- | ---------- |
| 2004.  | Албум године |                 | Номинација |

- Награде Кју

| Година | Категорија    | Номиновано дело | Исход      |
| ------ | ------------- | --------------- | ---------- |
| 2004.  | Најбољи албум |                 | Освојено   |
| 2006.  | Најбољи албум |                 | Номинација |
| 2008.  | Најбоља песма |                 | Освојено   |
| 2012.  | Најбољи спот  |                 | Освојено   |